# Križovany nad Dudváhom
Križovany nad Dudváhom (bis 1948 slowakisch „Kerestúr“; ungarisch Vágkeresztúr – bis 1907 Keresztúr) ist eine Gemeinde im Westen der Slowakei, mit 1797 Einwohnern (Stand 31. Dezember 2024). Sie gehört zum Okres Trnava und übergeordnetem Bezirk Trnavský kraj.

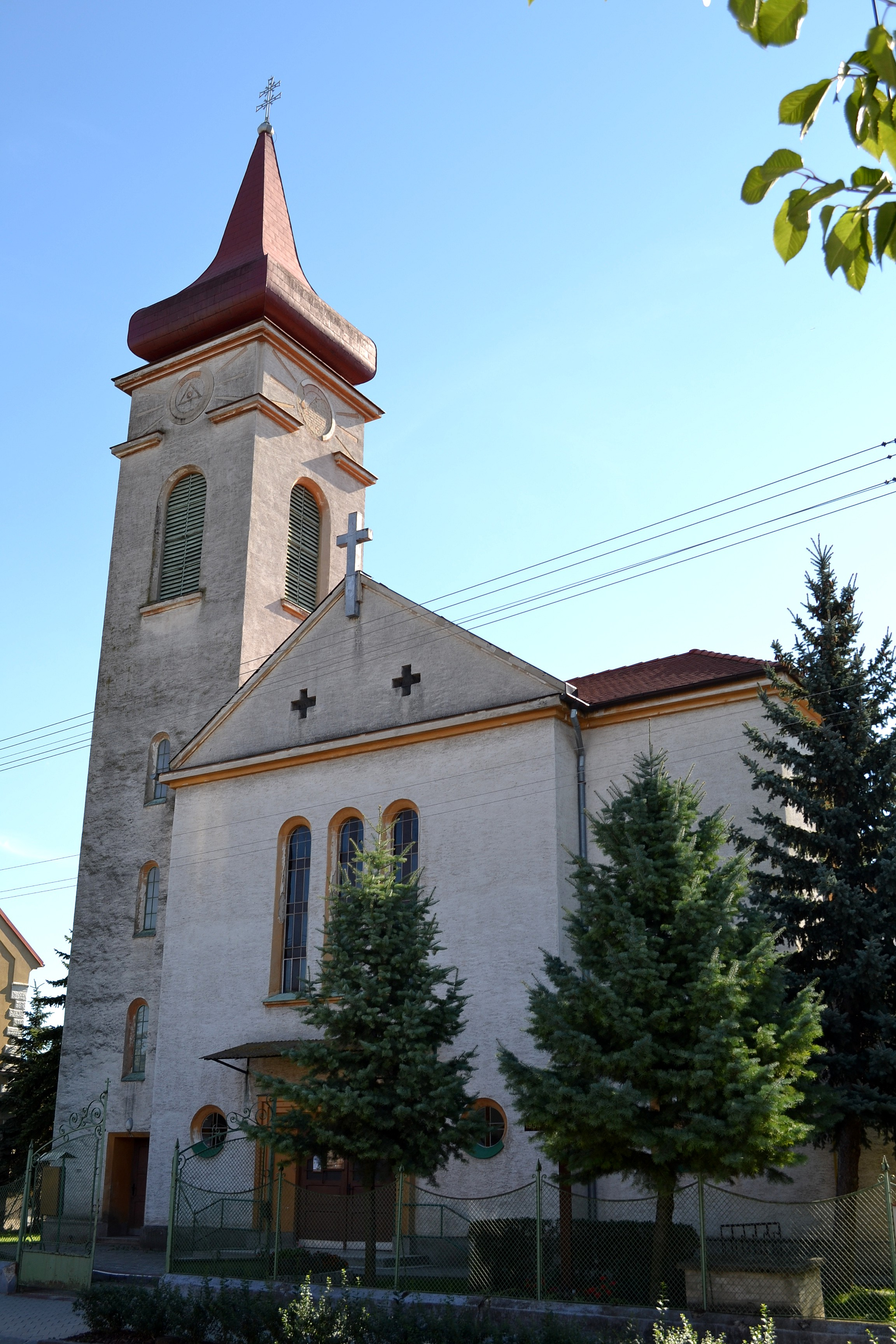
Kirche

## Geographie
Die Gemeinde liegt im slowakischen Donautiefland am Fluss Dudváh, nur etwa fünf Kilometer westlich der Waag. Der Ort ist acht Kilometer von Trnava und neun Kilometer von Sereď entfernt.

## Geschichte
Križovany nad Dudváhom ist ein bedeutender archäologischer Fundort mit Funden aus der Alt- und Jungsteinzeit (Želiezovce- und Lengyel-Kultur), Bronzezeit, Hallstattzeit und Latènezeit. Dazu kommen auch eine römisch-barbarische Siedlung und Funde aus der Großmähren-Zeit. Der Ort selbst wurde zum ersten Mal 1296 als Kerestur schriftlich erwähnt. Eine romanische Rotunde besteht bereits seit wenigstens 1246 und wohl auch früher. Im späten Mittelalter und in der Neuzeit wechselte der landwirtschaftlich geprägte Ort oft seine Besitzer: hierzu gehörten die Familien Rozgonyi, Báthory und Esterházy und Herrschaftsgüter von Bibersburg, Schintau und Lanschütz. 1828 hatte der Ort 86 Häuser und 624 Einwohner.
Der bis 1918 zum Komitat Pressburg und zum Königreich Ungarn gehörende Ort kam danach zur Tschechoslowakei, bzw. heute Slowakei. 1975–1990 war er mit den Nachbarorten Vlčkovce und Opoj Teil der Gemeinde Dudváh.

## Bevölkerung
| Jahr                | 1994 | 2004    | 2014    | 2024    |
| ------------------- | ---- | ------- | ------- | ------- |
| Anzahl der Personen | 1763 | 1758    | 1816    | 1797    |
| Unterschied         |      | −0,28 % | +3,29 % | −1,04 % |

| Jahr                | 2023 | 2024    |
| ------------------- | ---- | ------- |
| Anzahl der Personen | 1767 | 1797    |
| Unterschied         |      | +1,69 % |